# Mesontoplatys simplicius
Mesontoplatys simplicius är en skalbaggsart som beskrevs av Rudolph Petrovitz 1974. Mesontoplatys simplicius ingår i släktet Mesontoplatys och familjen Aphodiidae. Inga underarter finns listade i Catalogue of Life.